# Xanthorrhoea concava
Xanthorrhoea concava är en grästrädsväxtart som först beskrevs av Alma Theodora Lee, och fick sitt nu gällande namn av D.J.Bedford. Xanthorrhoea concava ingår i släktet Xanthorrhoea och familjen grästrädsväxter. Inga underarter finns listade i Catalogue of Life.